# Хистецкий Бор
Хистецкий Бор (бел. Хісцецкі Бор) — деревня в Червоненском сельсовете Житковичского района Гомельской области Белоруссии.
Кругом лес.

## География

### Расположение
В 10 км на север от районного центра и железнодорожной станции Житковичи (на линии Лунинец — Калинковичи), 228 км от Гомеля.

## Транспортная сеть
Транспортные связи по просёлочной, затем автомобильной дороге Лунинец — Калинковичи. Планировка состоит из плавно изогнутой улицы, близкой к меридиональной ориентации. Застройка деревянная, усадебного типа.

## История
Основан в начале XX века переселенцами из соседних деревень. В 1908 году хутор в Житковичской волости Мозырского уезда Минской губернии. В 1931 году организован колхоз имени М. Горького, работала кузница. В 2-й половине 1930-х годов в деревню переселены жители ближайших хуторов. Во время Великой Отечественной войны 4 жителя погибли на фронтах. В составе совхоза «Красный Бор» (центр — деревня Семенча).

## Население

### Численность
- 2004 год — 26 хозяйств, 68 жителей.

### Динамика
- 1908 год — 1 двор, 8 жителей.
- 2004 год — 26 хозяйств, 68 жителей.